# Зейналов, Азер Ядулла оглы
Азер Ядулла оглы Зейналов (азерб. Zeynalov Azər Yadulla oğlu; род. 20 декабря 1970, Ильичевск, Нахичеванская АССР) — депутат Верховного меджлиса Нахичеванской Автономной Республики III, IV, V, VI созывов. Председатель Верховного меджлиса Нахичеванской Автономной Республики (2022—2023).

## Биография
Родился 20 декабря 1970 года в г. Шарур в семье учителя.
Окончил среднюю школу №1 г. Шарур.
Окончил Липецкий политехнический институт по специальности «инженер транспортной промышленности».
С 1993 по 1994 года являлся специалистом исполнительного комитета Совета народных депутатов Шарурского района.
С 1994 по 2000 год являлся советником, главным советником, старшим референтом аппарата Исполнительной власти Шарурского района.
С 2000 по 2003 год являлся старшим референтом, начальником экономического отделения отдела по государственному строительству, работе с органами территориального управления, депутатами и постоянными комиссиями аппарата Верховного меджлиса Нахичеванской Автономной Республики.
С 2003 по 2005 год являлся начальником Нахичеванского участка Азербайджанских железных дорог.
С 2005 по 2023 год являлся первым заместителем председателя Верховного меджлиса Нахичеванской Автономной Республики.
Депутат Верховного меджлиса Нахичеванской Автономной Республики III, IV, V, VI созывов от Шарурского городского избирательного округа №10.
Председатель комитета по экономической политике Верховного меджлиса НАР.
Председатель Верховного меджлиса Нахичеванской Автономной Республики (21 декабря 2022  — 5 октября 2023).
Член партии «Новый Азербайджан».

## Награды
- Орден «За службу Отечеству» III степени (22 июня 2010)[3]
- Медаль «100-летие Азербайджанской Демократической Республики»